# HD 194298
HD 194298，又名BD+63 1618，SAO 18826、HR 7805，是一颗恒星，视星等为5.69，位于銀經98.1，銀緯15.11，其B1900.0坐标为赤經20h 19m 46.3s，赤緯+63° 15.11′ 34″。